# Нариньо
Нарѝньо  (на испански: Nariño) е един от 32-та департамента на южноамериканската държава Колумбия. Столицата му е Сан Хуан де Пасто. Намира се в югозападната част на страната, в тихоокеанския и андския регион, и граничи на север с Каука, на юг с Еквадор, на изток с Путумайо и на запад с Тихия океан. С около 1 745 000 жители през 2015 г. той е седмият по население департамент в Колумбия – зад Антиокия, Вайе де Каука, Кундинамарка, Атлантико, Боливар и Сантандер. Департаментът е с население от 1 809 301 жители (2018 г.) и обща площ от 33 268 км².
Департаментът получава името си от героя за независимост и президент на Кундинамарка Антонио Нариньо.
Нариньо има разнообразни география и климат според надморската височина: горещ климат в Тихоокеанската равнина и студен в планинската част, където живее по-голямата част от населението; ситуация, която се повтаря в посока север-юг. Департаментът е селскостопански и животновъден.

## Топонимия
Департаментът е кръстен в чест на Антонио Нариньо, който се смята за предшественик на независимостта на Колумбия, преводач и разпространител на декларацията за правата на човека.

## История
През предколумбовите времена територията е била окупирана от много коренни племена, включително пастос, киясингас, ауа, искуандес, телембиес, тумас, табилес, абадаес, чинчес, чапанчикас и пичилимбиес. Първият конкистадор, който е навлезнал в територията, е Паскуал де Андагоя, който е обиколил част от колумбийския тихоокеански бряг и е получил информация, която впоследствие Франсиско Писаро използва за организирането на експедицията, която завършва със завладяването на Перу; напуска през ноември 1525 и обикаля целия колумбийски бряг, стигайки островите Горгона и дел Гайо, както и залива на Тумако.
Тези, които за първи път проучват планинската част на департамента, са Хуан де Ампудия и Педро де Аняско, пратени през 1535 г. от Себастиян де Белалкасар, който от своя страна обикаля територията през 1536 г. и стига до Попаян, където остава известно време преди заминаването си за Испания. Когато Белалкасар се завръща през 1541 г., вече със званието управител на завладените от него земи, той разделя владенията си на 14 владения; тогава тази територия става част от аудиенсията на Кито.  След независимостта регионът е част от провинция Попаян много пъти, след това между 1821 и 1863 г. е част от департамента Каука и провинциите Барбакоас и Пасто последователно, по-късно през 1863 г. на суверенната държава Каука до 1886 г., когато департаментите отново се възстановяват. Накрая през 1904 г. е създаден департаментът Нариньо със столица Сан Хуан де Пасто.

## География

### Физиография
На територията на департамент Нариньо се разграничават три физиографски региона:
- Тихоокеанска равнина, която се характеризира с високи температури, обилни дъждове и буйна растителност. Той е разделен на района на мангровите гори и равнината на влажната гора, която се простира до подножието на западната планинска верига.
- Андийски регион, най-забележителната и населявана особеност на департамента, където се намира и политическият център. Планинският масив на Андите образува el Nudo de los Pastos, от където излизат два клона:
  - Западната планинска верига, която представя вулканите Чилес (4718 m), Кумбал (4764 m), Асуфрал (4070 m) и дълбоката депресия, наречена Съпрът на Минама.
  - Централно-източната планинска верига, която представя високопланинските райони на Тукерес и Ипиалес, долината Атриз и вулканите Галерас (4276 м), един от най-активните вулкани в света и Доня Хуана (4250 м).
- Амазонски склон на изток, образуван от предпланините на Амазония, икономически свързан с департамента Путумайо и представящ грубо неизползваеми терени, покрити от влажни гори. В него се намира лагуната Коча.

### Хидрография
Състои се от два склона:
- Тихокеански, който включва реките Патиа, Майо, Гуайтара, Хунамбу, Пасто, Искуанде, Мира и Матахе.
- Амазонски, образуван от реките Гуамуес, Чураяко, Сан Мигел, Патаской, Афиладорес и Ла Тола.

### Климат
Релефът позволява на Нариньо да се наслаждава на топлите, умерените, студените и зимни температури. Дъждовете в междуандската област са повече от 3000 mm, намаляват в нарийските планини, където са под 1000 mm; в предпланините на Амазония дъждовете са над 4000 мм.

### Природни паркове
В отдела се намират Националният природен парк Санкианга, светилищата на фауната и флората Галерас и остров Ла Корота, в допълнение към 47 други природни резервати, в общините Барбакоас, Чачагюи, Рикаурте, Пасто и Якуанкер.

## Политическо и административно разделение
Шаблон:Mapa de Nariño rotulado
Нариньо е съставен от 64 общини с 230 области, групирани в пет провинции:
- Пасто
- Тумако-Барбакоас
- Обандо
- Ла Унион
- Тукерес

Най-населените общини на Нариньо са:
1. Пасто
2. Тумако
3. Ипалес
4. Саманиего
5. Ел Чарко